# Mistrovství světa v malém fotbale žen 2024
Mistrovství světa v malém fotbale žen 2024 bylo 2. ročníkem Mistrovství světa v malém fotbale žen a konalo se na chorvatském ostrově Mali Lošinj v období od 7. do 10. října 2024. Zúčastnilo se ho 7 týmů, které byly rozděleny do jedné skupiny po 3 a do druhé skupiny po 4. Ze skupiny pak postoupily první celky rovnou do semifinále, týmy na druhých a třetích místech postoupily do čtvrtfinále. Vyřazovací fáze zahrnovala 6 zápasů. Původně se turnaje měly zúčastnit i reprezentantky Egypta, které kvůli neplatným vízům nemohly do dějiště přicestovat. Ve finále zvítězily reprezentantky USA, které porazily výběr Mexika 2:1 na penalty a obhájily titul z minulého šampionátu. Nováčky turnaje byly týmy Česka, Slovenska, Mexika, Rumunska a Kostariky.

## Stadion
Turnaj se hrál na jednom stadioně v jednom hostitelském městě: Čikat Minifootball Stadium (Mali Lošinj).
| Mali Lošinj                |
| -------------------------- |
| Čikat Minifootball Stadium |
| Mali Lošinj                |

## Skupinová fáze
Čas každého zápasu je v lokálním čase.
| Vysvětlivky                     |
| ------------------------------- |
| Týmy postupující do semifinále  |
| Týmy postupující do čtvrtfinále |
| Vítěz zápasu je tučně zvýrazněn |

#### Skupina A
| Tým       | Z | V | R | P | VG | IG | +/− | B |
| --------- | - | - | - | - | -- | -- | --- | - |
| USA       | 2 | 2 | 0 | 0 | 12 | 0  | +12 | 6 |
| Česko     | 2 | 1 | 0 | 1 | 9  | 5  | +4  | 3 |
| Kostarika | 2 | 0 | 0 | 2 | 1  | 17 | −16 | 0 |

| 7. října 2024 21:45                                                |        |       |                                         |
| USA                                                                | 4 : 0  | Česko | Čikat Minifootball Stadium, Mali Lošinj |
| Emaly Vatneová 10' Kennedy Kesslerová 39', 49' Kelsey Keownová 42' | Report |       | Čikat Minifootball Stadium, Mali Lošinj |

| 8. října 2024 13:00 |        |                       |                                         |
| Česko | 9 : 1  | Kostarika             | Čikat Minifootball Stadium, Mali Lošinj |
| Hana Svobodová 2' Tereza Kubicová 10' Aneta Bednářová 14' Nikola Landesková 16', 39' Nikola Mádlíková 29', 47' Pavlína Hrobská 31' Eliška Jůzlová 44' | Report | Dargelin Pachecová 3' | Čikat Minifootball Stadium, Mali Lošinj |

| 8. října 2024 21:45 |        | |                                         |
| Kostarika           | 0 : 8  | USA | Čikat Minifootball Stadium, Mali Lošinj |
|                     | Report | Christin Zwolskiová 3' Erin Yenneyová 8' Kennedy Kesslerová 12', 19' Kelsey Keownová 21', 49' Alivia Mileskyová 23' Gabrielle Byorthová 50' | Čikat Minifootball Stadium, Mali Lošinj |

#### Skupina B
| Tým       | Z | V | R | P | VG | IG | +/− | B |
| --------- | - | - | - | - | -- | -- | --- | - |
| Mexiko    | 3 | 3 | 0 | 0 | 18 | 2  | +16 | 9 |
| Slovensko | 3 | 2 | 0 | 1 | 17 | 3  | +14 | 6 |
| Rumunsko  | 3 | 1 | 0 | 2 | 5  | 22 | −17 | 3 |
| Ukrajina  | 3 | 0 | 0 | 3 | 3  | 15 | −12 | 0 |

| 7. října 2024 16:00     |        | |                                         |
| Ukrajina                | 1 : 6  | Slovensko | Čikat Minifootball Stadium, Mali Lošinj |
| Anna Voskoboinyková 29' | Report | Andrea Bogorová 3' Tamara Kramlíková 10' Iveta Neveďalová 22' Nina Zuzana Nárožná 25' Nikoleta Hucovičová 28' Anna Prokopenko 39' (vl.) | Čikat Minifootball Stadium, Mali Lošinj |

| 7. října 2024 17:15 |        | |                                         |
| Rumunsko            | 0 : 11 | Mexiko | Čikat Minifootball Stadium, Mali Lošinj |
|                     | Report | Valeria Pamela Maciasová Ramirezová 6' Silvia Eliceriová Castillová 8' Jennifer Garcia Dominguezová 10', 41' Andrea Ximena Gallegosová Nevarezová 17', 47' Lea Estrada Linaresová Nazarethová 18' Evelin Saenzová Sillerová 20' Samara Nahomi Gomezová Ogazová 35' (pen.), 48' Alejandra Lizeth Rodriguezová Melendezová 50' | Čikat Minifootball Stadium, Mali Lošinj |

| 8. října 2024 10:30                                                                                    |        |          |                                         |
| Mexiko                                                                                                 | 4 : 0  | Ukrajina | Čikat Minifootball Stadium, Mali Lošinj |
| Alejandra Lozano Gutierrezová 6' Jennifer Garcia Dominguezová 9', 15' Silvia Eliceriová Castillová 50' | Report |          | Čikat Minifootball Stadium, Mali Lošinj |

| 8. října 2024 11:45 |        |          |                                         |
| Slovensko | 9 : 0  | Rumunsko | Čikat Minifootball Stadium, Mali Lošinj |
| Andrea Bogorová 4' (pen.), 33' Mária Markúsová 6', 38' Nina Matušicová 8' Tamara Kramlíková 12', 49' Nikoleta Hucovičová 36', 39' | Report |          | Čikat Minifootball Stadium, Mali Lošinj |

| 8. října 2024 19:15                      |        |                                                                             |                                         |
| Ukrajina                                 | 2 : 5  | Rumunsko                                                                    | Čikat Minifootball Stadium, Mali Lošinj |
| Yulia Yarova 24' Anna Voskoboinyková 30' | Report | Bianca Ana Georgiana Marițaová 6', 32', 50' Crina Andreea Tamașová 16', 46' | Čikat Minifootball Stadium, Mali Lošinj |

| 8. října 2024 20:30                                                  |        |                                       |                                         |
| Mexiko                                                               | 3 : 2  | Slovensko                             | Čikat Minifootball Stadium, Mali Lošinj |
| Nely Ramosová Ramirezová 27' Samara Nahomi Gomezová Ogazová 35', 47' | Report | Nina Matušicová 5' Mária Markúsová 7' | Čikat Minifootball Stadium, Mali Lošinj |

## Vyřazovací fáze
|  | Čtvrtfinále                 | Čtvrtfinále                 |                              |           | Semifinále  | Semifinále  |  |  | Finále                       | Finále |
|  |                             |                             |                              |           |             |             |  |  |                              |        |
|  |                             |                             |                              |           |             |             |  |  |                              |        |
|  |                             |                             |                              |           |             |             |  |  |                              |        |
|  | Mexiko                      | *                           |                              |           |             |             |  |  |                              |        |
|  | Mexiko                      | *                           | 9. října 2024 - Mali Lošinj  |           |             |             |  |  |                              |        |
|  | postup přímo do semifinále  | *                           |                              |           |             |             |  |  |                              |        |
|  | postup přímo do semifinále  | *                           | Mexiko                       | 7         |             |             |  |  |                              |        |
|  | 9. října 2024 - Mali Lošinj |                             | Mexiko                       | 7         |             |             |  |  |                              |        |
|  |                             | Česko                       | 1                            |           |             |             |  |  |                              |        |
|  | Česko                       | Česko                       | 1                            | 2         |             |             |  |  |                              |        |
|  | Česko                       |                             | 10. října 2024 - Mali Lošinj | 2         |             |             |  |  |                              |        |
|  | Rumunsko                    | 1                           |                              |           |             |             |  |  |                              |        |
|  | Rumunsko                    | 1                           | USA (pen.)                   | 1 (4)     |             |             |  |  |                              |        |
|  |                             |                             | USA (pen.)                   | 1 (4)     |             |             |  |  |                              |        |
|  |                             | Mexiko                      | 1 (3)                        |           |             |             |  |  |                              |        |
|  | USA                         | Mexiko                      | 1 (3)                        | *         |             |             |  |  |                              |        |
|  | USA                         | 9. října 2024 - Mali Lošinj |                              | *         |             |             |  |  |                              |        |
|  | postup přímo do semifinále  | *                           |                              |           |             |             |  |  |                              |        |
|  | postup přímo do semifinále  | *                           | Slovensko                    | 2         | Třetí místo | Třetí místo |  |  |                              |        |
|  | 9. října 2024 - Mali Lošinj |                             | Slovensko                    | 2         | Třetí místo | Třetí místo |  |  |                              |        |
|  |                             | USA                         | 5                            |           |             |             |  |  |                              |        |
|  | Slovensko                   | USA                         | 5                            | 13        | Česko       | 3           |  |  |                              |        |
|  | Slovensko                   |                             |                              | 13        | Česko       | 3           |  |  |                              |        |
|  | Kostarika                   | 0                           |                              | Slovensko | 5           |             |  |  |                              |        |
|  | Kostarika                   | 0                           |                              |           | 5           |             |  |  |                              |        |
|  |                             |                             |                              |           |             |             |  |  | 10. října 2024 - Mali Lošinj |        |
|  |                             |                             |                              |           |             |             |  |  |                              |        |

#### Čtvrtfinále
| 9. října 2024 14:30                     |        |                                    |                                         |
| Česko                                   | 2 : 1  | Rumunsko                           | Čikat Minifootball Stadium, Mali Lošinj |
| Nikola Mádlíková 8' Pavlína Hrobská 41' | Report | Bianca Ana Georgiana Marițaová 18' | Čikat Minifootball Stadium, Mali Lošinj |

| 9. října 2024 16:00 |        |           |                                         |
| Slovensko | 13 : 0 | Kostarika | Čikat Minifootball Stadium, Mali Lošinj |
| Tamara Kramlíková 2', 11', 12', 16', 31' 35', 45' Katarína Vredíková 23', 24' Ana Zamora 25' (vl.) Dominika Kucharčíková 30' Nina Matušicová 36' Iveta Neveďalová 46' | Report |           | Čikat Minifootball Stadium, Mali Lošinj |

#### Semifinále
| 9. října 2024 21:00 |        |                     |                                         |
| Mexiko | 7 : 1  | Česko               | Čikat Minifootball Stadium, Mali Lošinj |
| Andrea Ximena Gallegosová Nevarezová 16' Evelin Saenzová Sillerová 20' Valeria Pamela Maciasová Ramirezová 21' Silvia Eliceriová Castillová 24', 50' Nely Ramosová Ramirezová 47' Daniela Vidalová Jimenezová 50' | Report | Tereza Kubicová 23' | Čikat Minifootball Stadium, Mali Lošinj |

| 9. října 2024 22:30                          |        |                                                                                         |                                         |
| Slovensko                                    | 2 : 5  | USA                                                                                     | Čikat Minifootball Stadium, Mali Lošinj |
| Dominika Kucharčíková 9' Andrea Bogorová 25' | Report | Kennedy Kesslerová 5', 16' Erin Yenneyová 19' Alivia Mileskyová 31' Kelsey Keownová 50' | Čikat Minifootball Stadium, Mali Lošinj |

#### O 3. místo
| 10. října 2024 13:30                            |        |                                                                                        |                                         |
| Česko                                           | 3 : 5  | Slovensko                                                                              | Čikat Minifootball Stadium, Mali Lošinj |
| Veronika Hlaváčová 32', 46' Aneta Bednářová 34' | Report | Iveta Neveďalová 3' Andrea Bogorová 10' Mária Markusová 23', 46' Tamara Kramlíková 48' | Čikat Minifootball Stadium, Mali Lošinj |

| 10. října 2024 16:30                    |        |                      |                                         |
| Mexiko                                  | 1 : 1  | USA                  | Čikat Minifootball Stadium, Mali Lošinj |
| Andrea Ximena Gallegosová Nevarezová 5' | Report | Ashley Gogolinová 5' | Čikat Minifootball Stadium, Mali Lošinj |

| |       | Penaltový rozstřel                                                |  |
| Samara Nahomi Gomezová Ogazová Alejandra Lozano Gutierrezová Andrea Ximena Gallegosová Nevarezová Silvia Eliceriová Castillová | 3 : 4 | Kennedy Kesslerová Emaly Vatneová Erin Yenneyová Kate Drummondová |  |